# Hamerlingwarte
Die Hamerlingwarte ist eine 2001 errichtete und  4,6 Meter hohe Aussichtswarte auf einem Bergrücken südlich von Gars am Kamp. Sie ist auf der ÖK 50 verzeichnet, Die Warte wurde nach dem Dichter Robert Hamerling benannt. Der Heimatdichter Josef Pugl beschrieb im Gedicht An Gars den Blick von der Warte auf den Ort.
Bereits 1929 wurde im Süden von Gars eine Hamerling-Warte errichtet, die jedoch bereits 1939 abgetragen werden musste. Zum 100. Todestag des Dichters im Jahr 1989 wurde der Platz ausgeholzt, jedoch dauerte es 12 Jahre, bis die neue Warte errichtet werden konnte. Die Pläne dafür orientierten sich an der alten Warte. Die Kosten wurden von der Gemeinde Gars getragen.
Das achteckige Salettl mit Holzschindeldach ist 4,6 Meter hoch und hat einen Durchmesser von 4 Meter.
Die Warte befindet sich 1,7 km Gehweg und 100 Höhenmeter vom Bahnhof entfernt und bietet einen schönen Blick auf Gars am Kamp und das gegenüberliegende Thunau mit Burgruine, Kirche und Friedhof.